# Treehouse of Horror XXI
«Treehouse of Horror XXI» (рус. Маленький домик ужасов на дереве 21) — четвёртый эпизод двадцать второго сезона мультсериала «Симпсоны», премьера которого состоялась 7 ноября 2010 года.

## Сюжет

### Начало
В семье Симпсонов происходит подготовка к Хэллоуину. Барт вырезает на штанах Гомера Хэллоуинскую улыбку и ставит на голову Гомера пылающую тыкву. Гомер кричит от боли и убегает. В этот момент приходит профессор Фринк и с помощью пульта убыстрения показывает весь эпизод. Решив наказать себя за спойлеры, он наводит пульт на себя и, стремительно проходя эпизоды своей человеческой жизни, умирает, и превращается в пыль. Один из монстров Фринка вспоминает, как работал в «Monster Miffin». Франкенштейн(Мо), Мумия(Карл), Оборотень(Ленни), Зомби(Ларри).

### War and Pieces
(рус. Война и Фишки)
Мардж, озабоченная времяпровождением Барта и Милхауса за жестокой видеоигрой, предлагает мальчикам достать с полок пыльные коробки с настольными играми. Причём в качестве персонажа игры выступает отец Лавджой. Отбросив почти все из них, мальчики все же заинтересовались одной — «Путь Сатаны». Игра начинается, но в город приходит настоящий апокалипсис: все отброшенные настольные игры оживают и превращают город в гигантское поле для игры, а жителей — в игровые фишки. Причём шефа Виггама давят шахматной фигурой, а одна из сестер Мардж сталкивается с инопланетянином. Лиза говорит Барту, что двое жителей должны закончить начатую игру. Мальчики оказываются в море на доске. Милхаус погибает, сбросившись в море. Барт успевает выиграть и решает с Милхаусом, что они будут играть только в ожившую Виселицу. После начала игры Милхаус называет цифру, оказавшуюся неправильной, и их вешают.

### Master and Cadaver
(рус. Мастер и трупарита)
Гомер и Мардж наслаждаются своим вторым медовым месяцем, устроив его на яхте в открытом море. Только Мардж пытается снять лифчик, она видит следующее. Неожиданно к судну приближается шлюпка с человеком по имени Роджер. Гомер с помощью гарпуна втаскивает Роджера на судно. Он утверждает, что ему чудом удалось спастись с корабля под названием «Альбатрос», добавив в описание жуткую сцену с отравлением всех членов экипажа. Причём Мардж нравится Роджеру, что не нравится Гомеру. Гомер принимает чужака за убийцу и решает избавиться от него, убедив в этом Мардж, которую он затащил в туалет для совещания. Мардж соблазняет Роджера, а Гомер оглушает его и скидывает в море. А потом Гомер и Мардж  находят корабль «Альбатрос». Высадившись на судно, оказалось, что Роджер выжил и он говорил правду, но Гомер убивает его гарпуном, чтобы он не рассказывал про попытку его убийства. Однако оказывается, что все отравленные выжили, так как один из них знал, что их отравят, и дал всем противоядие, но Гомер убивает всех, кто был на корабле. Мардж не выдерживает того, что Гомер убил столько людей, глотает отравленный пирог и умирает, к великому горю Гомера. В конце эпизода оказывается, что на самом деле это Мэгги играет в ванной при своих родителях. "Интересно, о чем она думает?" — спрашивает Мардж.

### Tweenlight
(рус. Подростмерки)
В Спрингфилдской начальной школе появляется новый ученик, бледный красавчик по имени Эдмунд. Лиза влюбляется в парня, на что новенький отвечает взаимностью. Даже новость о том, что Эдмунд вампир, не пугает Лизу Симпсон, к ужасу оборотня Милхауса, превращающегося в пуделя. Мардж приглашает Эдмунда и его отца Дракулу к себе на обед. Смущённые отцами, Лиза и Эдмунд уходят. Гомер и Дракула выслеживают их. Лиза хочет стать вампиром, но отказывается, узнав, что ей всегда будет 8 лет. У Эдмунда появляется «жажда крови» и он хочет укусить Лизу, но Гомер просит укусить его. Эдмунд и Дракула кусают Гомера, но из-за большого количества холестерина в крови Гомера умирают. Гомер превращается в летучую мышь, но из-за лишнего веса падает вниз и разбивается. Его подбирает пудель-Милхаус, а Лиза недовольно наблюдала за происходящим.

## Культурные отсылки
- Monster Miffin, фирма, где работало чудовище Фринка, — отсылка к телесериалу «Офис».
- «Война и фишки» — пародия на фильм «Джуманджи».
- Смерть Милхауса — отсылка к фильму «Титаник» 1997 года.
- Эпизод «Мастер и трупарита» пародирует фильм «Мёртвый штиль», Оригинальное английское название данного эпизода ("Master and Cadaver") —  отсылка к фильму "Master and Commander: The Far Side of the World" ("Хозяин морей: На краю Земли"), а русское название эпизода является отсылкой к произведению Михаила Булгакова «Мастер и Маргарита».
- Мэгги в конце второго эпизода имитирует Алекса из фильма «Заводной апельсин», под музыкальное сопровождение главной темы фильма Заводной апельсин, на основе «Music for the Funeral of Queen Mary» Генри Пёрселла.
- «Tweenlight» пародия на «Сумерки» англ. Twilight, а «tween» означает ребёнка от 8—9 до 12 лет (Лизе и Эдмунду по 8 лет).